# Bučovice
Bučovice (tjekkisk udtale: [ˈbutʃovɪtsɛ] ; tysk: Butschowitz ) er en by i distriktet  Vyškov i  regionen Sydmæhren i Tjekkiet med omkring 6.800 indbyggere.
Landsbyerne  Černčín, Kloboučky, Marefy og Vícemilice er administrative dele af Bučovice.

## Geografi
Bučovice ligger omkring 14. km  syd for Vyškov og 26 km  øst for Brno. Den ligger på grænsen mellem Litenčicebakkerne og Ždánice-skoven. Det højeste punkt er Radlovec-bakken på 426 m over havets overflade. Litava-floden løber gennem byen.

## Historie
Den første skriftlige omtale af Bučovice er fra 1322. En stenkirke stod her dog allerede i 1200-tallet. I slutningen af det 14. århundrede blev den omtalt som en købstad med vinmarker.
I det 16. århundrede blomstrede Bučovice og udviklede sig. Ejeren af herregården Jan Šembera Černohorský af Boskovice havde her bygget en af de mest storslåede renæssanceboliger i Mæhren. Slottet blev færdiggjort af hans svigersøn Maximilian af Liechtenstein i 1630'erne. Under Trediveårskrigen i 1645 blev Bučovice plyndret og beskadiget af de svenske tropper, men slottet blev forsvaret.
I anden halvdel af det 18. og i første halvdel af det 19. århundrede var Bučovice et af de vigtigste centre for tøjproduktion i Mæhren. Ejerne af datidens tekstilvirksomheder tilhørte et stort jødisk samfund. I anden halvdel af det 19. århundrede udviklede Bučovice sig yderligere og fik karakter af en by. I løbet af det 20. århundrede blev den vigtigste økonomiske sektor i byen træindustrien. 
Efter 2. verdenskrig blev slottet konfiskeret af staten.

## Seværdigheder
Bučovice er kendt for Bučovice-slottet. Renæssanceslottet blev bygget i stil med italienske villaer i 1575-1585. I dag ejes det af staten og er åbent for offentligheden. Slottet har en værdifuld arkadegård med 90 søjler, som er dekoreret med i alt 540 relieffer. Midt i gården ligger et manieristisk springvand. Interiøret har en rig manieristisk udsmykning.